# روسلانا کورشونووا
روسلانا کورشونووا (روسی: Руслана Серге́евна Коршунова؛ ۲ ژوئیهٔ ۱۹۸۷ – ۲۸ ژوئن ۲۰۰۸) یک مانکن اهل قزاقستان بود.